# Peristera
Peristera (en griego: Περιστέρα) También Aspro, a nivel local Xero (es decir, seco), es una isla griega en las Espóradas. Que administrativamente pertenece al municipio de Alonnisos y también está justo al este de la isla del mismo nombre. El censo de 1991, registró tres habitantes, lo que la hace una de las poblaciones más pequeñas en el término municipal en las Espóradas del Norte. El pequeño asentamiento quedó abandonado a mediados y finales de la década de 1990. El censo de 2001 reportó una población de cinco habitantes.